# Canal de Santa Lúcia

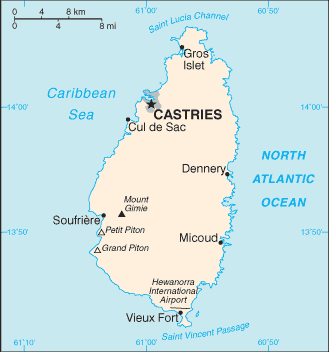
O canal de Santa Lúcia fica a norte da ilha de Santa Lúcia e a sul da ilha de Martinica

O canal de Santa Lúcia é um estreito a norte da ilha de Santa Lúcia, nas Caraíbas. Liga o mar das Caraíbas a oeste ao oceano Atlântico a leste e separa a ilha de Santa Lúcia da ilha de Martinica, esta última pertencente à França.